# Stephanorhinus
Stephanorhinus és un gènere de la família Rhinocerotidae. Els membres d'aquest gènere foren abundants al Plistocè.
Les espècies d'aquest gènere són:
- Stephanorhinus etruscus
- Stephanorhinus hemitoechus[1]
- Stephanorhinus hundsheimensis[2]

Per a diferenciar les espècies clarament s'establí un mètode biomètric centrat a les mesures de les dents.
L'espècie Stephanorhinus kirchbergensis substituí Stephanorhinus etruscus a partir del Plistocè mitjà.